# Форум Феодосия
Фо́рум Феодо́сия (греч. Φόρος Θεοδοσίου) — один из форумов Константинополя византийской эпохи (ныне Стамбул). Построенный при Константине Великом, он изначально назывался Бычий форум (лат. Forum Tauri). В 393 году он был переименован в честь императора Феодосия I, который перестроил его по примеру форума Траяна в Риме, окружив общественными зданиями (церкви и бани) и украсив портиками, триумфальной колонной и двумя арками. Сегодня это площадь Беязыт.
Сегодняшняя улица Divanyolu, начинающаяся прямо у мечети Айя-София, ведёт на запад примерно таким же образом, как и древняя улица Меса, некогда главная артерия города. Последняя пересекала форум Феодосия и соединяла его с форумом Амастриан, площадью Филадельфион и Воловьим форумом, а на востоке с форумом Константина и тетрапилоном Милием.
Согласно одному источнику, именно на Бычьем форуме улица Меса расходилась в две стороны — главная магистраль шла на запад, к Золотым воротам, а её другая часть шла на северо-запад к Адрианопольским воротам. Однако, по другим данным, развилка находилась чуть западнее — на площади Филадельфион. Здесь нужно брать во внимание то, что на протяжении своей истории Константинополь неоднократно перестраивался, и поэтому план города часто менялся.

## История и описание
Форум имел размеры 400 × 350 м. В его центре стояла грандиозная колонна Феодосия, в западной и восточной частях располагались триумфальная арка. Площадь окружали многочисленные церкви и дворцы, от которых ныне ничего не осталось.

### Колонна Феодосия
Римская триумфальная колонна ионического ордера была сооружена в честь императора Феодосия I в 381—387 годах на месте полуразрушенного Великого Нимфея постройки времён императора Валента. Выполненная в подражание колонне Траяна в Риме, она была сложена из огромных мраморных барабанов и по спирали украшена рельефами с изображением побед императора над варварами и его статуей в доспехах на самом верху. Общая высота памятника составляла около 40 м. Внутри находилась винтовая лестница, которая вела на вершину колонны.
При императоре Аркадии, сыне Феодосия, вследствие землетрясения произошло обрушение вершины колонны. От статуи остались лишь обломки. Император использовал их, чтобы отлить свою собственную скульптуру и в 401 году установить её на колонне своего форума, но и она вскоре рухнула вниз. В 505—506 годах на вершину колонны Феодосия водрузили бронзовую статую императора Анастасия I, но к 1203 году её уже не стало, а освободившееся место занимал некий святой-столпник. Перед захватом Константинополя крестоносцами изображения на колонне были сильно изуродованы городской чернью, думавшей, что древние статуи и барельефы предвещают конец города. Когда в 1204 году город пал, с вершины колонны был сброшен император Алексей V Дука, приговорённый захватчиками к смерти.
Колонна простояла до конца XV века, пока её не разрушили турки-османы, захватившие Константинополь в 1453 году. В 1479 году город посетил итальянский художник Джентиле Беллини, прибывший ко двору султана Мехмеда II. Он успел зарисовать ещё не до конца уничтоженные рельефы колонны. По другим данным, колонну снесли в 1719 году по приказу султана Ахмеда III.
Некоторые фрагменты колонны были вскоре использованы для строительства бань Баязида и прочих построек неподалёку. Те, что уцелели и были обнаружены, сейчас находятся в Стамбульском археологическом музее.

### Базилика Феодосия
В ходе раскопок, проводимых на месте форума силами Факультетов Филологии и Естественных Наук Стамбульского университета, были обнаружены руины трёх разных базилик. Их названия неизвестны, поэтому они именуются Базиликами «А», «Б» и «В».
Базилика А (возможно, посвящённая святому Пантелеймону) — единственная базилика эпохи Юстиниана (527—565), чей план сохранился. Он имеет несколько отличительных особенностей. Центральная часть храма имела практически квадратную форму. При церкви было два внутренних двора, к которым с западной стороны примыкал нартекс. Расстояния между колоннами, разделявших базилику на нефы, были закрыты балюстрадами. Капители были схожи с теми, что украшают в собор Святой Софии, также построенный Юстинианом. Большой амвон, обнаруженный на месте базилики А, пока является единственным найденным сооружением такого типа периода ранней Византии; сейчас он находится в саду при соборе Святой Софии.

### Триумфальная арка
В западной части площади Быка стояла огромная триумфальная арка, выполненная из мрамора с острова Мармара. Она была длиной 43 м и шириной 23 м, что делало её чуть ли не самой грандиозной аркой своего времени. Арку поддерживали 32 колонны высотой по 14 м. Сооружение имело сводчатую крышу с тремя пролётами. Центральный пролёт был больше остальных двух и держался на восьми колоннах, на каждой из которых была изображена сжатая в кулаке палица, атрибут Геракла. Построенная в подражание триумфальным аркам в Риме, арка Феодосия была увенчана статуей Гонория, сына императора. Напротив неё, в восточной оконечности форума находилась другая арка, увенчанная статуей Аркадия, также сына Феодосия. Данный ансамбль, состоявший из колонны и двух арок, символизировал единство Римской империи.
Триумфальные арки и соседние с ними древние здания из мрамора (которым, возможно, принадлежат найденные поблизости обломки) начиная с V века были подвержены разрушениям вследствие вражеских набегов, землетрясений и других бедствий, так что они были разрушены ещё до завоевания Константинополя турками.
Арка Феодосия была обнаружена в 1928 году, а её мраморные фрагменты были найдены в 1948—1961 годах, когда подверглись перестройке площадь Беязыт и близлежащая улица Ordu (посреди которой они сейчас и стоят). С помощью этих находок был восстановлен её приблизительный облик.